# Ripiphorus fuscus
Ripiphorus fuscus is een keversoort uit de familie waaierkevers (Rhipiphoridae). De wetenschappelijke naam van de soort is voor het eerst geldig gepubliceerd in 1968 door de Brewer.